# 朱貴熠
枝江莊惠王朱貴熠（1415年—1453年），明朝遼藩第一代枝江王，遼簡王朱植的庶第十六子。

## 生平
宣德七年（1432年），封枝江王。
景泰四年（1453年），朱貴熠去世，享年三十九歲，諡號莊惠。兩年後，嫡長子朱豪壂襲爵。

## 家庭

### 妻
- 馮氏，荊州衛指揮僉事馮貴女，宣德七年（1432年）冊為枝江王妃[1]

### 子
- 嫡長子：枝江長子→枝江靖僖王朱豪壂
  - 嫡長子：枝江長子→枝江溫穆王朱恩錢
  - 第二子：鎮國將軍朱恩鉎[3]，天順三年（1459年）十二月賜名[4]
- 嫡次子：鎮國將軍朱豪垑，正統七年（1442年）五月賜名[5]，景泰元年（1450年）九月賜誥命冠服[6]，成化五年（1469年）在世[7]，成化十四年（1478年）四月已故[8]，妻丁氏在世
  - 子：朱恩鐲，天順三年（1459年）十二月賜名[4]
  - 第一子：輔國將軍朱恩鈯[3]
    - 嫡長子：奉國將軍朱寵濰，弘治四年（1491年）三月賜名[4]
    - 嫡次子：奉國將軍朱寵瀜，弘治七年（1494年）二月賜名[9]
    - 嫡三子：奉國將軍朱寵海，弘治十七年（1504年）七月賜名[10]
      - 第一子：朱致枋[3]

  - 第二子：輔國將軍朱恩鐸[3]
    - 第一子：奉國將軍朱寵潰[3]

  - 第三子：輔國將軍朱恩鑗[3]
- 第三子：鎮國將軍朱豪墻，景泰三年（1452年）五月賜名[11]，成化十八年（1482年）十一月已故[12]，妻郭氏在世
  - 第一子：輔國將軍朱恩鋋[3]
    - 第一子：奉國將軍朱寵汝[3]

  - 第二子：輔國將軍朱恩鐰[3]
    - 嫡長子：奉國將軍朱寵瀚，弘治十七年（1504年）二月賜名[13]（嘉靖荊州府志作「寵澣」）
    - 第二子：奉國將軍朱寵沾[3]
    - 第三子：奉國將軍朱寵㴠[3]
    - 第四子：奉國將軍朱寵湋[3]

  - 第三子：輔國將軍朱恩釧，弘治四年（1491年）七月賜誥命冠服[14]
    - 嫡長子：朱寵瀛，弘治十七年（1504年）二月賜名[13]
    - 嫡次子：朱寵𣽤，弘治十七年（1504年）七月賜名[10]

### 女
- 遠安縣主，儀賓陳鍵[15]